# 다니카와 모모코
다니카와 모모코(일본어: 谷川 萌々子, 2005년 5월 7일 ~ )는 일본의 여자 축구 선수이다.

## 국가대표팀 경력
2022년 FIFA U-17 여자 월드컵에 출전했다.
그녀는 2022년 아시안 게임에 참가할 일본 국가대표 B팀에 발탁되었으며, 5득점을 기록했으며 일본이 우승을 달성하는데 크게 기여하였다.
그녀는 2023년 11월 30일 브라질과의 경기에서 일본 국가대표팀에 데뷔했다. 2024년 하계 올림픽에도 출전했다.

## 통계
| 일본 | 일본 | 일본 |
| 연도 | 출전 | 득점 |
| ---- | ---- | ---- |
| 2023 | 2    | 0    |
| 2024 | 6    | 2    |
| 통산 | 8    | 2    |